# Robert Brufau i Niubó
Robert Brufau i Niubó (Mollerussa, Pla d'Urgell, 10 de juliol de 1946) és un arquitecte i professor universitari català.

## Biografia
Va néixer el 1946 a Mollerussa, població situada a la comarca del Pla d'Urgell al si d'una família benestant. És el germà gran de l'empresari Antoni Brufau i Niubó i del també arquitecte Xavier Brufau i Niubó
Robert Brufau va estudiar a l'Escola Tècnica Superior d'Arquitectura de Barcelona, graduant-se l'any 1971.
L'any 1991 fou elegit president de l'Associació de Consultors d'Estructures de Catalunya, mantenint aquest càrrec fins al 1998. Ha desenvolupat la seva activitat docent a l'Escola Tècnica Superior d'Arquitectura de Barcelona, l'Escola Tècnica Superior d'Arquitectura del Vallès i a la Universitat Politècnica de Catalunya.

## Carrera professional
L'any 1968 inicià la seva activitat com a col·laborador a l'estudi de Jordi Mir i Valls, obrint el seu propi estudi l'any 1970. Especialista en la rehabilitació d'edificis, ha col·laborat amb arquitectes com Arata Isozaki, Zaha Hadid, Richard Rogers, Jean Nouvel, Enric Miralles o Benedetta Tagliabue.
L'any 1992 fou guardonat amb el Premi Internacional d'Arquitectura Mies van de Rohe i el 1997 amb el Premi Nacional de Patrimoni Cultural, concedit per la Generalitat de Catalunya, per la rehabilitació de les golfes i terrats de l'edifici de La Pedrera. Al llarg de la seva carrera ha rebut 31 Premis FAD i ha estat finalista per més de 120 obres, sent guardonat el 1996 amb un guardó especial.
L'any 2011 les enginyeries Brufau, Obiol, Moya & Ass, Ingeniería de Puentes y Autopistas i Formilab van decidir fusionar-se per constituir BOMAINPASA.
L'any 2014 va fundar BBG Estructures Recerca i Rehabilitació, SLP juntament amb Joan Ramon Blasco i Cristina Gil.
L'any 2018, el CAATEEB el va guardonar amb el Premi Especial a la Trajectòria Professional.

## Obra publicada
- 1980: Resistència de Materials, 3 volums
- 1983: L'Estació de Bellaterra, motiu per a un curs d'Estructures Metàl·liques
- 1995: Introducció a les estructures
- 1997: Identificació del comportament resistent
- 2010: Rehabilitar amb acer